# Aeropuerto Shah Makhdum
El Aeropuerto Shah Makhdum  (en bengalí: শাহ মখদুম বিমানবন্দর) (IATA: RJH, ICAO: VGRJ) es un aeropuerto nacional que sirve a Rajshahi, la ciudad principal de la División de Rajshahi en Bangladés.
En abril de 2015, la compañía aérea nacional Biman Bangladesh Airlines reanudó los vuelos semanales después de una suspensión de ocho años.
El aeropuerto se encuentra a una altitud de 55 pies (17 m) sobre el nivel medio del mar. Se ha designado una pista como 17/35 con una superficie de asfalto que mide 1 829 por 30 metros (6 001 pies x 98 pies ).